# Alegeri legislative în Spania, 2004
Alegerile legislative s-au desfășurat în Spania pe 14 martie 2004. În joc au fost 350 de locuri în camera inferioară din Cortes Generales, Congresul Deputaților și 208 de locuri în camera superioara, în Senat.
Partidul Popular a fost condus în campanie de Mariano Rajoy, succesorul la care își încetează activitatea prim-ministrul José Maria Aznar. Într-un rezultat care a sfidat cele mai multe predicții, Partidul de opoziție Socialist Muncitoresc Spaniol (PSOE), condus de José Luis Rodríguez Zapatero, a câștigat o pluralitate de locuri, în Congresul Deputaților, și a fost în măsură să formeze un guvern, cu sprijinul partidelor minore. Socialiștii au primit mai multe voturi decât se așteptau ca urmare a manipulării guvernului de 11/03/2004 cu atentatele cu bombă în tren de la Madrid.
În urmatoarele momente după atac Guvernul Național menționează teoria în responsabilitatea ETA, când dovezile subliniau posibilitatea că un grup extremist islamic a fost în spatele masacrului, teoria ETA a pierdut în greutate. Dacă un grup de extremiști islamici a fost responsabil, atcul ar fi putut fi perceput de către electorat ca fiind o consecință a sprijinului guvernului spaniol invaziei ăn Irak. 
Una dintre explicații pentru voturile PSOE a fost că un anumit număr de alegători, cunoscut după originalul nume-votanții (care nu au intenționat să voteze la alegeri ca la cele anterioare) au mers la vot pentru PSOE. De asemenea mulți membri ai UI au pornit și înmulțit voturile PSOE și au scăzut pe cele ale UI.
În următoarea zi după alegeri, Zapatero, a anunțat intenția sa de a forma un guvern minoritar PSOE, fără o coaliție, spunând într-un interviu la radio că: „mandatul implicit al oamenilor este pentru noi, formarea unui guvern minoritar de negociere a acordurilor cu privire la fiecare problemă întâlnită cu alte grupuri parlamentare”.
Două partide minore de stânga, Republica de Stânga a Catalaniei și Unirea de Stânga, au anunțat imediat intențiile lor de a sprijini guvernul lui Zapatero.

## Rezultate
În Congresul Deputaților voturile PP au scăzut cu 69%, iar partidul a pierdut 39 de locuri. Voturile PSOE au crescut cu 8,5%, aducând un câștig de 35 de locuri. Pe stânga Unirea de Stânga (o coaliție condusă de Partidul Comunist din Spania), a pierdut patru din cele noua locuri, dar Partidul Republica de Stanga a Catalaniei a câștigat 7 locuri. Partidul Conservator Naționalist Convergență și Unitate care în trecutul recent a fost aliat cu PP, a pierdut 5 din cele 15 locuri, în afara sediului central al partidului de pe Calle Ferraz, cu strigăte de „Nu război” și „Cât de fericiți suntem să trăim fără Aznar”, dar și „Zapatero nu eșua”.
În concordanță cu opoziția de lungă durată a PSOE în războiul din Irak, Rodriguez Zapatero a promis în timpul campaniei electorale că o să.și retragă trupele spaniole din Irak până în iunie. Zapatero a retras trupele la scurt timp după preluarea mandatului, o decizie i-a justificat convingerea că Organizația Națiunilor Unite nu era de natura să-și asume responsabilitatea pentru Irak după ocupații conduse de SUA în mod oficial s-a încheiat la sfârșitul lunii iunie, acesta a fost criteriul lui pentru a permite trupeklor șederea. Următoarele evenimente, într-adevăr, au fost purtate în predicțiile lui. O caracteristică a rezultatului a fost crescut de reprezentarea Republicii de Stânga a Catalaniei, partid minor de stânga, care a format un guvern de coaliție cu PSOE în Catalania. Liderul de Stânga Republican Josep-Lluis Carod-Rovira, a organizat recent întâlniri cu grupuri separatiste basce ETA în Franța, revelație ce a forțat ieșirea lui din partea Guvernului Catalan, formate recent regionale și care au devenit o problemă de camoanie în alegerile generale.
Tabel detaliat al cotei de voturi:
| Partido Socialista Obrero Español                             | PSOE           | 11,026,163 | 43.27 | 164 |
| Partido Popular                                               | PP             | 9,763,144  | 38.31 | 148 |
| Izquierda Unida-Los Verdes                                    | IU-LV          | 1,359,190  | 5.33  | 5   |
| Convergència i Unió                                           | CiU            | 835,471    | 3.28  | 10  |
| Esquerra Republicana de Catalunya                             | ERC            | 652,196    | 2.56  | 8   |
| Euzko Alderdi Jeltzalea-Partido Nacionalista Vasco            | EAJ-PNV        | 420,980    | 1.65  | 7   |
| Coalición Canaria                                             | CC             | 235,221    | 0.92  | 3   |
| Bloque Nacionalista Galego                                    | BNG            | 208,688    | 0.82  | 2   |
| Partido Andalucista                                           | PA             | 181,868    | 0.71  |     |
| Chunta Aragonesista                                           | CHA            | 94,252     | 0.37  | 1   |
| Eusko Alkartasuna                                             | EA             | 80,905     | 0.32  | 1   |
| Nafarroa Bai                                                  | Na-Bai         | 61,045     | 0.24  | 1   |
| Bloc Nacionalista Valencià-Esquerra Verda                     | BLOC-EV        | 40,759     | 0.16  |     |
| Ciudadanos en Blanco                                          | CENB           | 40,208     | 0.16  |     |
| Aralar-Zutik                                                  | ARALAR-ZUTIK   | 38,560     | 0.15  |     |
| Los Verdes-Ecopacifistas                                      | LV-E           | 37,499     | 0.15  |     |
| Partido Aragonés                                              | PAR            | 36,540     | 0.14  |     |
| Centro Democrático y Social                                   | CDS            | 34,101     | 0.13  |     |
| Els Verds-L'Alternativa Ecologista                            | EV-AE          | 30,528     | 0.12  |     |
| Partido Socialista de Andalucía                               | PSA            | 24,127     | 0.09  |     |
| Partido Humanista                                             | PH             | 21,758     | 0.09  |     |
| Izquierda Republicana                                         | IR             | 16,993     | 0.07  |     |
| Partido Cannabis por la Legalización y Normalización          | PCANNABIS      | 16,918     | 0.07  |     |
| Partido Familia y Vida                                        | PFyV           | 16,699     | 0.07  |     |
| Democracia Nacional                                           | DN             | 15,180     | 0.06  |     |
| Unión del Pueblo Leonés                                       | UPL            | 14,160     | 0.06  |     |
| Partido Comunista de los Pueblos de España                    | PCPE           | 12,979     | 0.05  |     |
| Los Verdes-Grupo Verde                                        | LV-GV          | 12,749     | 0.05  |     |
| Falange Española de las JONS                                  | FE de las JONS | 12,266     | 0.05  |     |
| Unió Mallorquina                                              | UM             | 10,558     | 0.04  |     |
| La Falange                                                    | FE             | 10,311     | 0.04  |     |
| Tierra Comunera-Partido Nacionalista Castellano               | TC-PNC         | 8,866      | 0.03  |     |
| Partido Obrero Socialista Internacionalista                   | POSI           | 8,003      | 0.03  |     |
| Movimiento Social Republicano                                 | MSR            | 6,768      | 0.03  |     |
| Partido Demócrata Español                                     | PADE           | 5,677      | 0.02  |     |
| Convergencia de Demócratas de Navarra                         | CDN            | 5,573      | 0.02  |     |
| Falange Auténtica                                             | FA             | 4,589      | 0.02  |     |
| Partiu Asturianista                                           | PAS            | 4,292      | 0.02  |     |
| España 2000                                                   | ESPAÑA 2000    | 4,231      | 0.02  |     |
| Partido Nacionalista Canario                                  | PNC            | 4,092      | 0.02  |     |
| Extremadura Unida                                             | EU             | 3,916      | 0.02  |     |
| Partido de los Autónomos y Profesionales                      | AUTONOMO       | 3,124      | 0.01  |     |
| Iniciativa por el Desarrollo de Soria                         | IDES           | 2,934      | 0.01  |     |
| Asamblea de Andalucía                                         | A              | 2,930      | 0.01  |     |
| Alternativa Popular Canaria                                   | APCa           | 2,715      | 0.01  |     |
| Grupo Verde Europeo                                           | GVE            | 2,662      | 0.01  |     |
| Candidatura Independiente-El Partido de Castilla y León       | CI             | 2,421      | 0.01  |     |
| Escons Insubmisos-Alternativa dels Demòcrates Descontents     | Ei-ADD         | 2,332      | 0.01  |     |
| Partido del Karma Democrático                                 | PKD            | 2,300      | 0.01  |     |
| Frente Popular Galega                                         | FPG            | 2,257      | 0.01  |     |
| Coalición Galega                                              | CG             | 2,235      | 0.01  |     |
| Alianza para el Desarrollo y la Naturaleza                    | ADN            | 2,215      | 0.01  |     |
| Partido de los Trabajadores en Precario                       | PTPRE          | 2,115      | 0.01  |     |
| Identidad Reino de Valencia                                   | IRV            | 2,111      | 0.01  |     |
| Partido de los Autónomos Jubilados y Viudas                   | PAE            | 2,082      | 0.01  |     |
| Andecha Astur                                                 | AA             | 1,970      | 0.01  |     |
| Unión del Pueblo Salmantino                                   | UPSa           | 1,871      | 0.01  |     |
| Els Verds-Alternativa Verda                                   | EV-AV          | 1,836      | 0.01  |     |
| Partido Carlista                                              | PC             | 1,813      | 0.01  |     |
| Partido del Mutuo Apoyo Romántico                             | PMAR           | 1,561      | 0.01  |     |
| Conceju Nacionaliegu Cántabru                                 | CNC            | 1,431      | 0.01  |     |
| Salamanca. Zamora. León PREPAL                                | PREPAL         | 1,322      | 0.01  |     |
| Otra Democracia es Posible                                    | ODEP           | 1,302      | 0.01  |     |
| Agrupación Social Independiente                               | ASI            | 1,237      | 0.00  |     |
| Partit Socialdemocrata Independent de la Comunitat Valenciana | PSICV          | 1,096      | 0.00  |     |
| Partido Republicano Federal                                   | PRF            | 1,051      | 0.00  |     |
| Alternativa por Gran Canaria                                  | AxGC           | 957        | 0.00  |     |
| Alianza por la Unidad Nacional                                | AUN            | 923        | 0.00  |     |
| Asamblea de Izquierdas-Iniciativa por Andalucía               | A-IZ           | 901        | 0.00  |     |
| Partido Positivista Cristiano                                 | PPCr           | 892        | 0.00  |     |
| Izquierda Asturiana                                           | IAS            | 854        | 0.00  |     |
| Partido Socialista del Pueblo de Ceuta                        | PSPC           | 807        | 0.00  |     |
| Unión Centrista Liberal                                       | UCL            | 798        | 0.00  |     |
| Partido Nacionalista Caló                                     | PNCA           | 757        | 0.00  |     |
| Zamora Unida                                                  | ZU             | 754        | 0.00  |     |
| Unió Centristes de Menorca                                    | UCM            | 751        | 0.00  |     |
| Lucha Internacionalista                                       | LI-LIT-CI      | 668        | 0.00  |     |
| Frente Democrático Español                                    | FDE            | 619        | 0.00  |     |
| Unidad Castellana                                             | Ud Ca          | 601        | 0.00  |     |
| Partido Social-demócrata Andaluz                              | PSDA           | 583        | 0.00  |     |
| Alternativa Maga Nacionalista                                 | AMAGA          | 468        | 0.00  |     |
| Unión del Pueblo Balear                                       | UPB            | 411        | 0.00  |     |
| Estado Nacional Europeo                                       | N              | 410        | 0.00  |     |
| Coalició Treballadors per la Democràcia                       | TD             | 407        | 0.00  |     |
| Partido Nacional de los Trabajadores                          | PNT            | 379        | 0.00  |     |
| Partido de la Gente                                           | LG             | 378        | 0.00  |     |
| Partido Regionalista de Guadalajara                           | PRGU           | 330        | 0.00  |     |
| Unión Nacional                                                | UN             | 318        | 0.00  |     |
| Convergencia Ciudadana del Sureste                            | CCSE           | 308        | 0.00  |     |
| Partido Demócrata Nacional de España                          | PDN            | 232        | 0.00  |     |
| Grupo Político Honradez Absoluta Española                     | GPHAE          | 52         | 0.00  |     |

### Dezvoltarea voturilor și a locurilor
| (2000) « Alegerile generale spaniole, 2004 » (2008) | (2000) « Alegerile generale spaniole, 2004 » (2008) | (2000) « Alegerile generale spaniole, 2004 » (2008) | (2000) « Alegerile generale spaniole, 2004 » (2008) | (2000) « Alegerile generale spaniole, 2004 » (2008) | (2000) « Alegerile generale spaniole, 2004 » (2008) | (2000) « Alegerile generale spaniole, 2004 » (2008) |
| --------------------------------------------------- | --------------------------------------------------- | --------------------------------------------------- | --------------------------------------------------- | --------------------------------------------------- | --------------------------------------------------- | --------------------------------------------------- |
| Voturi înregistrate                                 | 33,475,376                                          | +430,058                                            | +1.3%                                               |                                                     | Prezență la vot %                                   | Prezență la vot %                                   |
| Voturi Cast                                         | 25,846,620                                          | +2,720,847                                          | +11.8%                                              |                                                     | 77.21                                               | +8.50                                               |
| Partid                                              | Voturi                                              | Schimbare                                           | %                                                   | ±                                                   | Locuri                                              | ±                                                   |
| Partidul Socialist (PSOE)                           | 10,909,687                                          | +3,080,477                                          | 42.64                                               | +8.48                                               | 164                                                 | +39                                                 |
| Partidul Popular (PP)                               | 9,630,512                                           | -599,833                                            | 37.64                                               | -6.88                                               | 148                                                 | -35                                                 |
| Unirea de Stânga (IU)                               | 1,269,532                                           | +15,673                                             | 4.96                                                | -1.00                                               | 5                                                   | -4                                                  |
| Unitate și Convergență (CiU)                        | 829,046                                             | -135,944                                            | 3.22                                                | -0.95                                               | 10                                                  | -5                                                  |
| Republica de Stânga a Catalaniei (ERC)              | 649,999                                             | +456,370                                            | 2.54                                                | +1.70                                               | 8                                                   | +7                                                  |
| Partidul Naționalist Basc (EAJ/PNV)                 | 417,154                                             | +55,338                                             | 1.63                                                | +0.10                                               | 7                                                   | 0                                                   |
| Coaliția Insulelor Canare (CC)                      | 221,034                                             | -22,455                                             | 0.86                                                | -0.21                                               | 3                                                   | -1                                                  |
| Blocul Naționalist Galician (BNG)                   | 205,613                                             | -97,113                                             | 0.80                                                | -0.52                                               | 2                                                   | -1                                                  |
| Partidul Andalusian (PA)                            | 181,261                                             | -24,472                                             | 0.71                                                | -0.18                                               | 0                                                   | -1                                                  |
| Consiliul Aragonez (CHA)                            | 93,865                                              | +18,631                                             | 0.37                                                | +0.04                                               | 1                                                   | 0                                                   |
| Eusko Alkartasuna (EA)                              | 80,613                                              | -19,957                                             | 0.32                                                | -0.11                                               | 1                                                   | 0                                                   |
| Nafarroa Bai (NB)                                   | 61,645                                              | new                                                 | 0.24                                                | new                                                 | 1                                                   | new                                                 |
| Altele                                              | 628,280                                             |                                                     | 2.43                                                |                                                     | 350 total                                           | 350 total                                           |
| Blank                                               | 406,789                                             |                                                     | 1.57                                                | 0.00                                                |                                                     |                                                     |
| Null                                                | 261,590                                             |                                                     | 1.01                                                | +0.33                                               |                                                     |                                                     |

Sursă: Ministerul de Interne Spaniol

### Senatul
În Senat PP a câștigat 102 de locuri la PSOE lui 81, un rezultat mai bun decât în camera inferioară. Chiar și așa, acesta a fost un câștig de 28 de locuri pentru PSOE și o pierdere de 25 de locuri pentru PP. În Catalania, Partidul Republica Socialistă de Stânga a câștigat 12 locuri în Senat,iar Partidul Naționalist Basc a câștigat 6 locuri.
| Andalusia         | Total (32)       | PP (8)   | PSOE (24) |                       |             |         |        |
| Andalusia         | Almería          | 1        | 3         |                       |             |         |        |
| Andalusia         | Cádiz            | 1        | 3         |                       |             |         |        |
| Andalusia         | Córdoba          | 1        | 3         |                       |             |         |        |
| Andalusia         | Granada          | 1        | 3         |                       |             |         |        |
| Andalusia         | Huelva           | 1        | 3         |                       |             |         |        |
| Andalusia         | Jaén             | 1        | 3         |                       |             |         |        |
| Andalusia         | Málaga           | 1        | 3         |                       |             |         |        |
| Andalusia         | Seville          | 1        | 3         |                       |             |         |        |
| Aragon            | Total (12)       | PP (4)   | PSOE (8)  |                       |             |         |        |
| Aragon            | Huesca           | 1        | 3         |                       |             |         |        |
| Aragon            | Teruel           | 2        | 2         |                       |             |         |        |
| Aragon            | Zaragoza         | 1        | 3         |                       |             |         |        |
| Asturias          | Total (4)        | PP (3)   | PSOE (1)  |                       |             |         |        |
| Canary Islands    | Total (11)       | PP (3)   | PSOE (5)  | -                     | -           | -       | CC (3) |
| Canary Islands    | Gran Canaria     | 2        | 1         | -                     | -           | -       | -      |
| Canary Islands    | Lanzarote        | -        | 1         | -                     | -           | -       | -      |
| Canary Islands    | Fuerteventura    | 1        | -         | -                     | -           | -       | -      |
| Canary Islands    | Tenerife         | -        | 2         | -                     | -           | -       | 1      |
| Canary Islands    | La Palma         | -        | -         | -                     | -           | -       | 1      |
| Canary Islands    | La Gomera        | -        | 1         | -                     | -           | -       | -      |
| Canary Islands    | El Hierro        | -        | -         | -                     | -           | -       | 1      |
| Cantabria         | Total (4)        | PP (3)   | PSOE (1)  |                       |             |         |        |
| Castile-La Mancha | Total (22)       | PP (12)  | PSOE (8)  |                       |             |         |        |
| Castile-La Mancha | Albacete         | 3        | 1         |                       |             |         |        |
| Castile-La Mancha | Ciudad Real      | 1        | 3         |                       |             |         |        |
| Castile-La Mancha | Cuenca           | 3        | 1         |                       |             |         |        |
| Castile-La Mancha | Guadalajara      | 3        | 1         |                       |             |         |        |
| Castile-La Mancha | Toledo           | 2        | 2         |                       |             |         |        |
| Castile-Leon      | Total (36)       | PP (25)  | PSOE (11) |                       |             |         |        |
| Castile-Leon      | Ávila            | 3        | 1         |                       |             |         |        |
| Castile-Leon      | Burgos           | 3        | 1         |                       |             |         |        |
| Castile-Leon      | León             | 1        | 3         |                       |             |         |        |
| Castile-Leon      | Palencia         | 3        | 1         |                       |             |         |        |
| Castile-Leon      | Salamanca        | 3        | 1         |                       |             |         |        |
| Castile-Leon      | Segovia          | 3        | 1         |                       |             |         |        |
| Castile-Leon      | Soria            | 3        | 1         |                       |             |         |        |
| Castile-Leon      | Valladolid       | 3        | 1         |                       |             |         |        |
| Castile-Leon      | Zamora           | 3        | 1         |                       |             |         |        |
| Catalunya         | Total (16)       | -        | -         | PSC-ERC- ICV-EUA (12) | -           | CiU (4) | -      |
| Catalunya         | Barcelona        | -        | -         | 3                     | -           | 1       | -      |
| Catalunya         | Girona           | -        | -         | 3                     | -           | 1       | -      |
| Catalunya         | Lleida           | -        | -         | 3                     | -           | 1       | -      |
| Catalunya         | Tarragona        | -        | -         | 3                     | -           | 1       | -      |
| Ceuta             | Total (2)        | PP (2)   | -         |                       |             |         |        |
| Extremadura       | Total (8)        | PP (2)   | PSOE (6)  |                       |             |         |        |
| Extremadura       | Badajoz          | 1        | 3         |                       |             |         |        |
| Extremadura       | Cáceres          | 1        | 3         |                       |             |         |        |
| Galicia           | Total (16)       | PP (12)  | PSOE (4)  |                       |             |         |        |
| Galicia           | A Coruña         | 3        | 1         |                       |             |         |        |
| Galicia           | Lugo             | 3        | 1         |                       |             |         |        |
| Galicia           | Orense           | 3        | 1         |                       |             |         |        |
| Galicia           | Pontevedra       | 3        | 1         |                       |             |         |        |
| Illes Balears     | Total (5)        | PP (4)   | PSOE (1)  |                       |             |         |        |
| Illes Balears     | Majorca          | 2        | 1         |                       |             |         |        |
| Illes Balears     | Minorca          | 1        | -         |                       |             |         |        |
| Illes Balears     | Ibiza-Formentera | 1        | -         |                       |             |         |        |
| La Rioja          | Total (3)        | PP (3)   | PSOE (1)  |                       |             |         |        |
| Madrid            | Total (4)        | PP (3)   | PSOE (1)  |                       |             |         |        |
| Murcia            | Total (4)        | PP (3)   | PSOE (1)  |                       |             |         |        |
| Melilla           | Total            | PP (2)   |           |                       |             |         |        |
| Navarre           | Total (4)        | PP (3)   | PSOE (1)  |                       |             |         |        |
| País Vasco        | Total (12)       | PP 1     | PSOE 5    | -                     | EAJ-PNV 6   |         |        |
| País Vasco        | Alava            | 1        | 3         | -                     | -           |         |        |
| País Vasco        | Guipúzcoa        | -        | 1         | -                     | 3           |         |        |
| País Vasco        | Biscay           | -        | 1         | -                     | 3           |         |        |
| Valencia          | Total            | PP 9     | PSOE 3    |                       |             |         |        |
| Valencia          | Alicante         | 3        | 1         |                       |             |         |        |
| Valencia          | Castellón        | 3        | 1         |                       |             |         |        |
| Valencia          | Valencia         | 3        | 1         |                       |             |         |        |
| National Total    | (208)            | PP (102) | PSOE (81) | PSC-ERC (12)          | EAJ-PNV (6) | CiU (4) | CC (3) |

PSOE și Catalana afiliată PSC-ERC are astfel 93 de locuri din cele 102 ale PP. Restul partidelor naționaliste, CIU Catalan, EAJ-PNV și CC al Insulelor Canare sunt toate partide conservatoare. Chiar dacă cele șase partide naționaliste basce (EAJ-PNV), care sunt puternic în contradicție cu PP, votează cu stânga, cei din PP vor rămâne în afara votului. PSOE va trebui astfel să obțină sprijinul Catalan și al regionaliștilor din Insulele Canare, CIU și CC să efectueze legislația în Senat. Ambele părți au susținut guvernele PSOE și PP în perioada 1990-2000 atunci când cel mai mare partid nu a beneficiat de o majoritate absolută în Congres.
Este posibil ca alegătorii să fi pivotat la vot pentru Congresul Deputaților, care determină guvernul, dar rămâne cu PP la vot pentru Senat, punând astfel o frână în calea unui viitor guvern socialist.
Cu toate acestea, un leagăn la vot care eșuează să schimbe și care conduce într-un district are un efect mai mare în Congres, cu un număr mai mare de locuri pentru fiecare circumscripție alocată proporțional, aceasta în Senat, în cazul în care circumscripțiile aleg până la patru reprezentanți și alegătorii votează până la trei persoane (de obicei toate din același partid).

## Sistemul electoral
Aceasta a fost a opta alegere electorală după restaurarea guvernării democratice din 1978, sau a noua în cazul în care sunt incluse alegerile pentru adunare constituțională din 1977.
Fiecare din Spania (Comunitățile autonome din Spania|comunitățile autonome) alege un număr de (Deputați ai Guvernului Spaniol|deputați) și Senatul Spaniol|senatori) în proporție brută a populației sale.Comunitățile autonome mai mici (cum ar fi La Rioja( Congresul Districtului Electoral Spaniol)(La Rioja), formează un singur district electoral( o circumscripție).  Comunitățile autonome mai mari (cun ar fi Catalania) sunt împărțite în mai multe circumscripții.
Toți cei 350 de deputați sunt aleși pe liste de partid, cu aproximație reprezentare proporțională în fiecare circumscripție electorală. Metoda utilizată pentru alocarea de locuri este metoda D'Hondt, care favorizează partidele mai mari fata de cele mai mici, și a minorităților concentrate asupra celor risipite.
În Senat, fiecare din cele 50 de provincii ale sale (cu excepție Insulele Canare și Insulele Baleare) alege 4 senatori, indiferent de populație. Acest lucru duce la sub-reprezentare pentru circumscripțiile urbane mari din Madrid și Barcelona, șisupra-reprezentare pentru provinciile conservatoare din Castila și Galicia. Mai mult, Insulele Canare și cele Baleare aleg senatori suplimentari (din circumscripții constau guverbatori ai insulei decât ai procinciilor) și micile orașe autonome ale Centei și Meillei (enclave spaniole de pe Coasta Marocului) aleg câte doi senatori pentru fiecare. Insulele și encavele sunt cetățile PP.
Efectul net al acestui sistem este în avantajul PP pe cheltuiala PSOE în Senat. La alegerile Senatului, alegătorii pot vota, alegând până la 3 persoane diferite. Alegătorii au tendința de a-și exprima toate voturile pentru membrii aceluiași partid, cu rezultatul că majoritatea provinciilor alochează 3 senatori la partidul cu cel mai puternic sprijin, și un senator pentru a doua parte.
Congresul Deputaților trebuie să numească prim-ministru în termen de două luni de la convocarea pe 2 aprilie. Deși în mod constituțional regele, ca șef al statului, susține un prim-ministru  propus spre aprobare Congresului, practic, Regele are nevoie de o  marjă de apreciere. Fiecare dintre candidați, începând cu candidatul celui mai mare partid, vine în fața Congresului pentru două voturi de învestitură, în primul rând prin majoritate, iar al doilea prin pluralitatea. De obicei, liderul celui mai mare bloc devine prim-ministru al Spaniei, cu excepția cazului în coaliție a diferitelor părți  acre are o majoritate de locuri.
La Alegerile legislative spaniole din 2000, Partidul Popular a câștigat majoritatea locurilor în Congres cu 183 de locuri, socialiștii au câștigat 125, Partidul Naționalist Catalan de Convergență și de Unitate a câștigat 15 și Unirea de Stânga (o coaliție în jurul Partidului Comunist) a câștigat 8. Părți minore au câștigat restul de 19 locuri.
Alegerile pentru Andaluzia a Parlamentului Regional au avut loc în aceeași zi.